# Kjongbokkung
A Kjongbokkung (hangul: 경복궁, handzsa: 景福宮, RR: Gyeongbokgung) Szöul öt királyi palotájának egyike, mely 1395-re készült el. nevének jelentése „A mennyek által megáldott”. A japán invázió idején, az 1590-es években elpusztult, 1897-ben építették újjá. A többi palotához viszonyított elhelyezkedése miatt „északi palotának” is nevezték.

## Története
Amikor Thedzso (Taejo) király Szöult tette meg Csoszon (Joseon) fővárosává, új palota építését rendelte el. Mint minden épületet ebben a korban, a palota helyszínét is a geomancia (fengsuj) segítségével választották ki. A város szívében kapott helyet, főkapuja a Kvanghvamun (Gwanghwamun) kapu, mely előtt a Hat minisztérium utcája húzódott, ma ez a Szedzsongno (Sejongno) nevet viseli. A Tojotomi Hidejosi vezette  japán invázió idején a palotát porrá égették, így a királyi család és az udvar kénytelen volt a Cshangdokkung (Changdeokgung) palotába költözni. A Kjongbokkung (Gyeongbokgung)ot csak 1897-ben állították helyre, és jelentősen, mintegy 500 épülettel bővítették. A 20. század elején a japán megszállás alatt a helyreállított épületek 93%-át lebontották, a Kvanghvamun (Gwanghwamun) kaput keletre helyezték át, és egy japán kormányzói épületet emeltek a palota elé. 1990 óta folyik a palota helyreállítása, több épületet és kaput építettek újjá azóta, a főkaput pedig visszahelyezték eredeti helyére. A japán épületet 1968-ban lebontották.

## Épületei

### Kapuk

#### Kvanghvamun(Gwanghwamun)
A Kvanghvamun (Gwanghwamun) a palota főkapuja. Más paloták kapuival ellentétben a Kjongbokkung (Gyeongbokgung) kapuit a koreai erődök kapui után mintázták, ami jelezte, hogy a palotát a fő királyi rezidenciának szánták. Magas kőalapokon nyugszik, három ívelt nyílással, a középsőt használta a király, a másik kettőt pedig a koronaherceg, illetőleg a hivatalnokok. A kapuhoz harang is tartozott, amivel az időt jelezték. Az 1920-as években a kaput a japánok áthelyezték keletre, a koreai háború idején pedig a bombatalálatok miatt jelentősen megsérült. 1968-ban állították helyre betonból, 2010-ben pedig eredeti állapotára állították vissza, gránit és fa felhasználásával.

#### Koncshunmun(Geonchunmun)
A Koncshunmun (Geonchunmun) a palota keleti kapuja, nevének jelentése „a tavasz kezdete”. Eredetileg a trónörökös és a vele dolgozó hivatalnokok használták. A kaput 1895-ben állították helyre.

#### Jongcshumun(Yeongchumun)
A nyugati kapu nevének jelentése „üdvözöljük az őszt”, mivel a hagyomány szerint a nyugati égtájat az ősszel azonosítják (ahogy a keletet a tavasszal). A kaput főképp hivatalnokok használták; 1975-ben állították helyre.

#### Sinmunmun
Az északi kaput 1475-ben emelték, amikor az északi falrészt is építették, a ma látható kaput az 1895-ös változat alapján restaurálták.

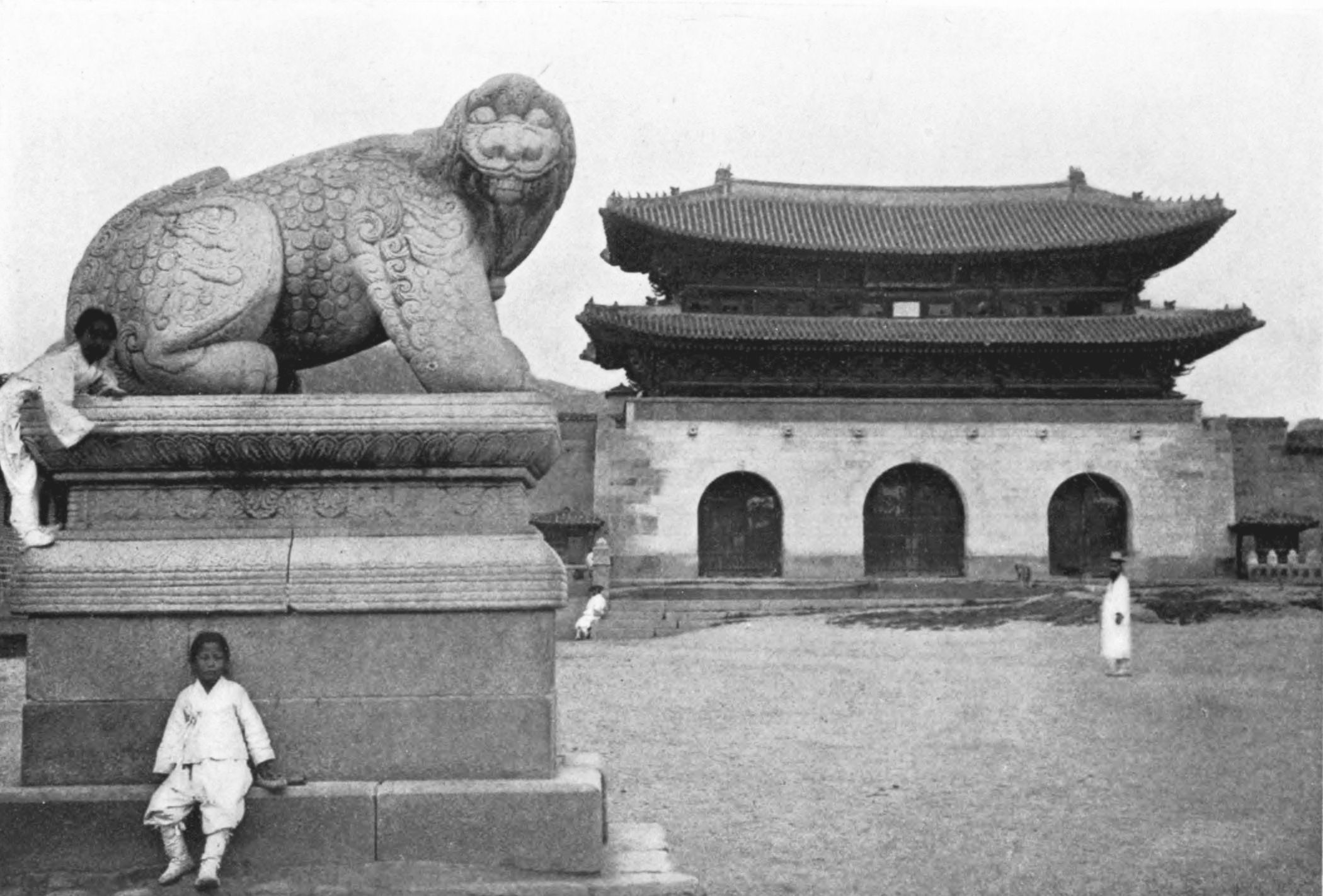
A Kvanghvamun (Gwanghwamun) kapu 1900 körül
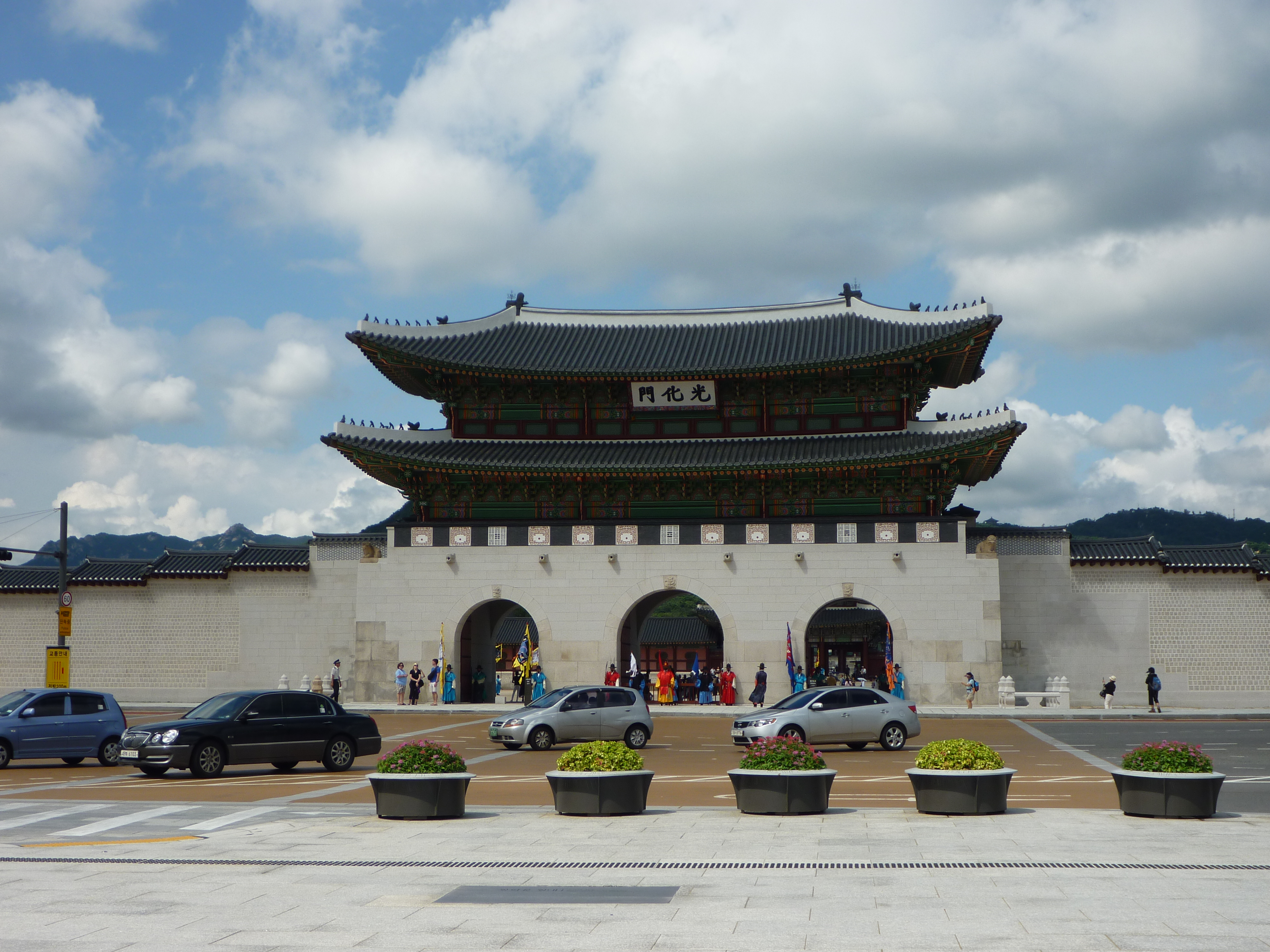
A Kvanghvamun (Gwanghwamun) 2010-ben, a helyreállítás után
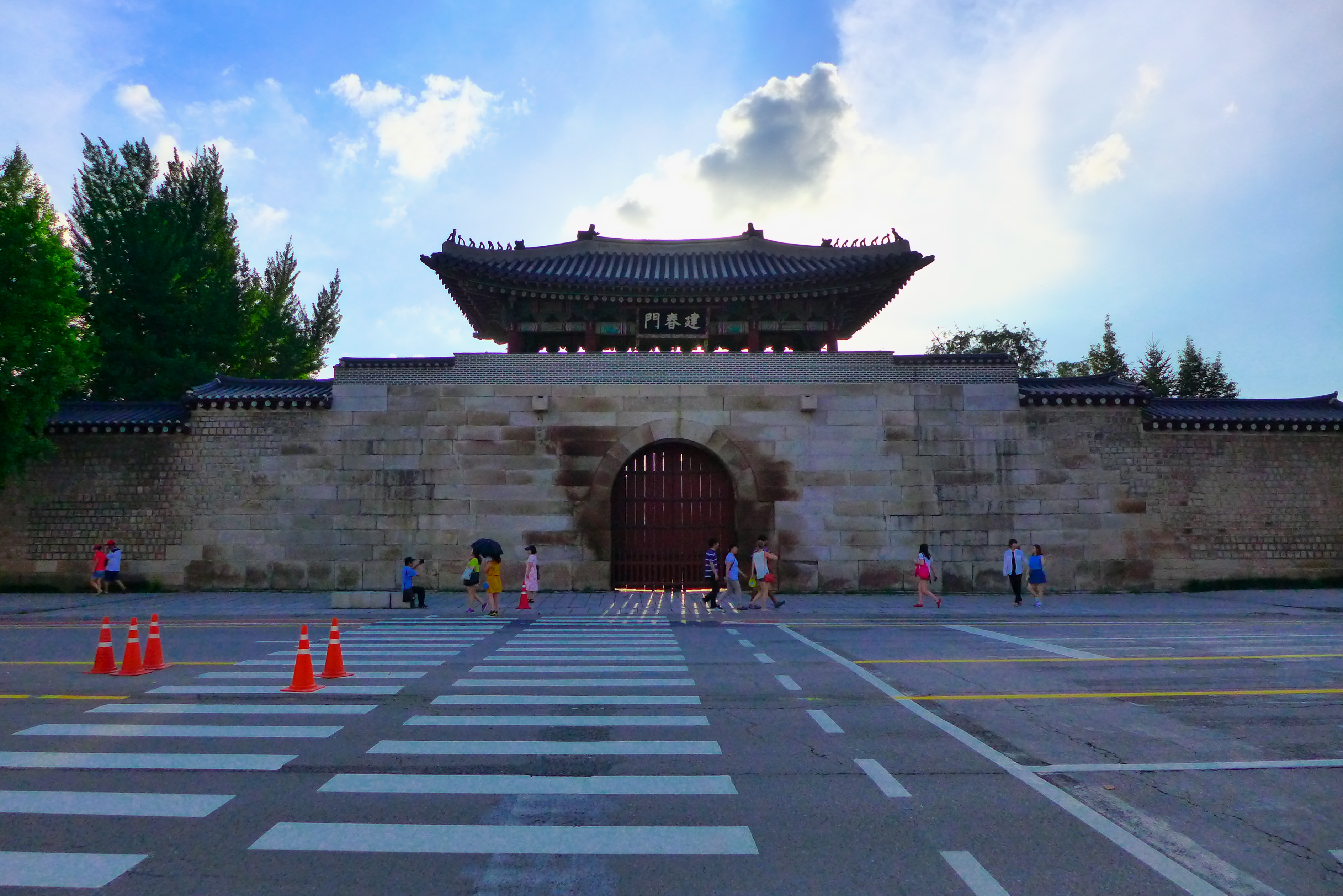
A Koncshunmun (Geonchunmun) kapu
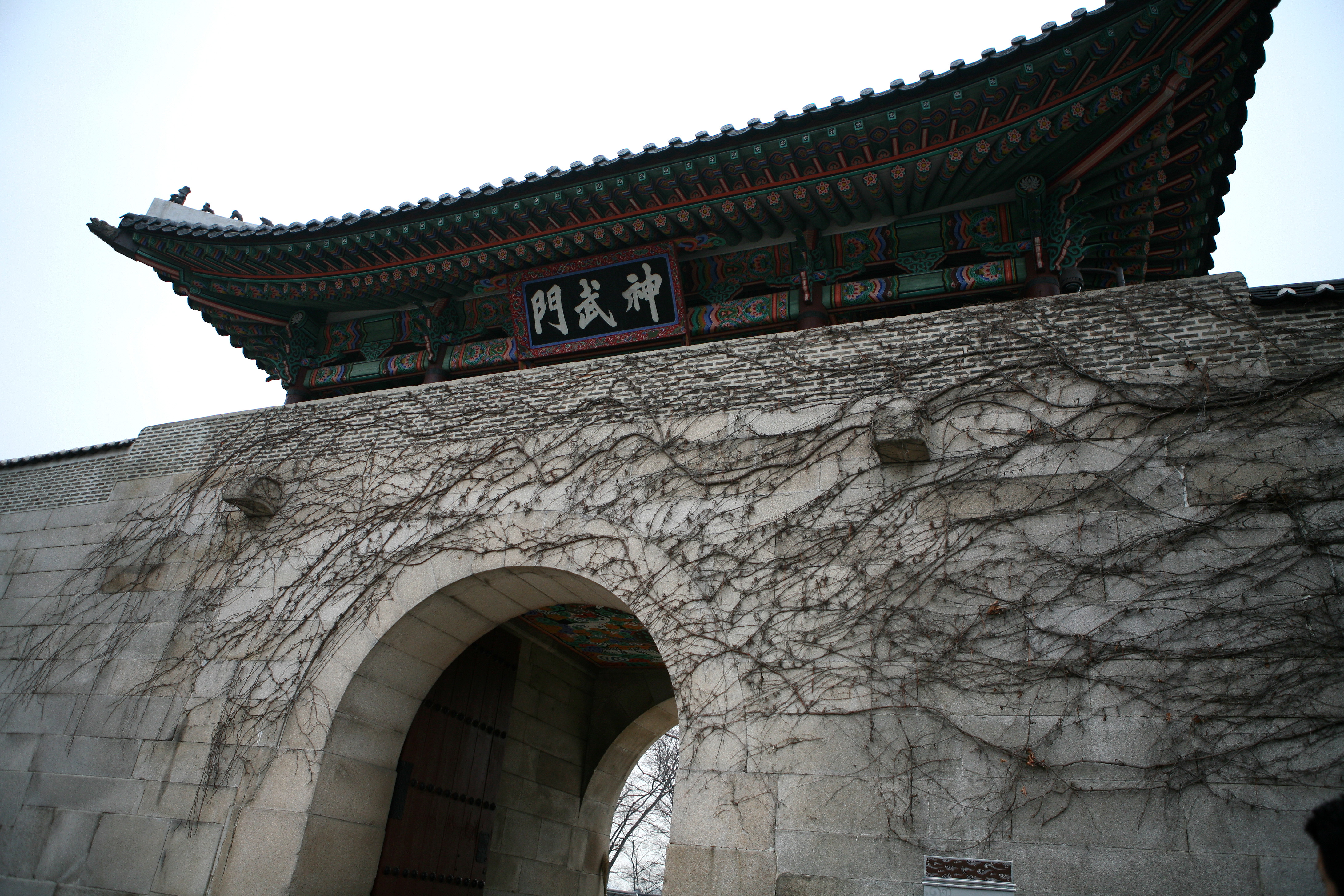
A Sinmumun kapu

### Palotaépületek, csarnokok, pavilonok

#### Kundzsongdzson(Geunjeongjeon)
A Kundzsongdzson (Geunjeongjeon) a palota trónterme volt, ahol a király a hivatalos meghallgatásokat tartotta, mint ilyen, a palota legnagyobb csarnoka. Nevének jelentése „a szorgalom segíti a kormányzást”. A miniszterekkel való heti üléseket a király nem itt, hanem a tróntermet is magába foglaló palotarészbe vezető Kundzsongmun (Geunjeongmun) kapu termében tartotta, délnek ülve. A hivatalos ceremóniákat a trónterem előtti udvaron tartották, ahol a hivatalnokok helyét rangjuk szerint megjelölt kövek jelezték. A trónteremben a Főnixtrón, azaz a koreai király trónja az északi oldal közepén kapott helyet. A trónterem tetejét koreai sárkányok díszítik.

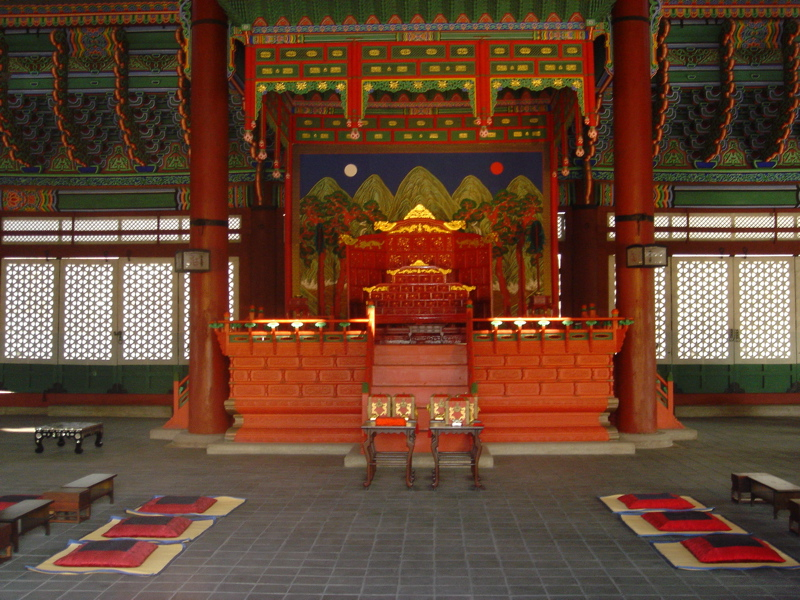
A trón
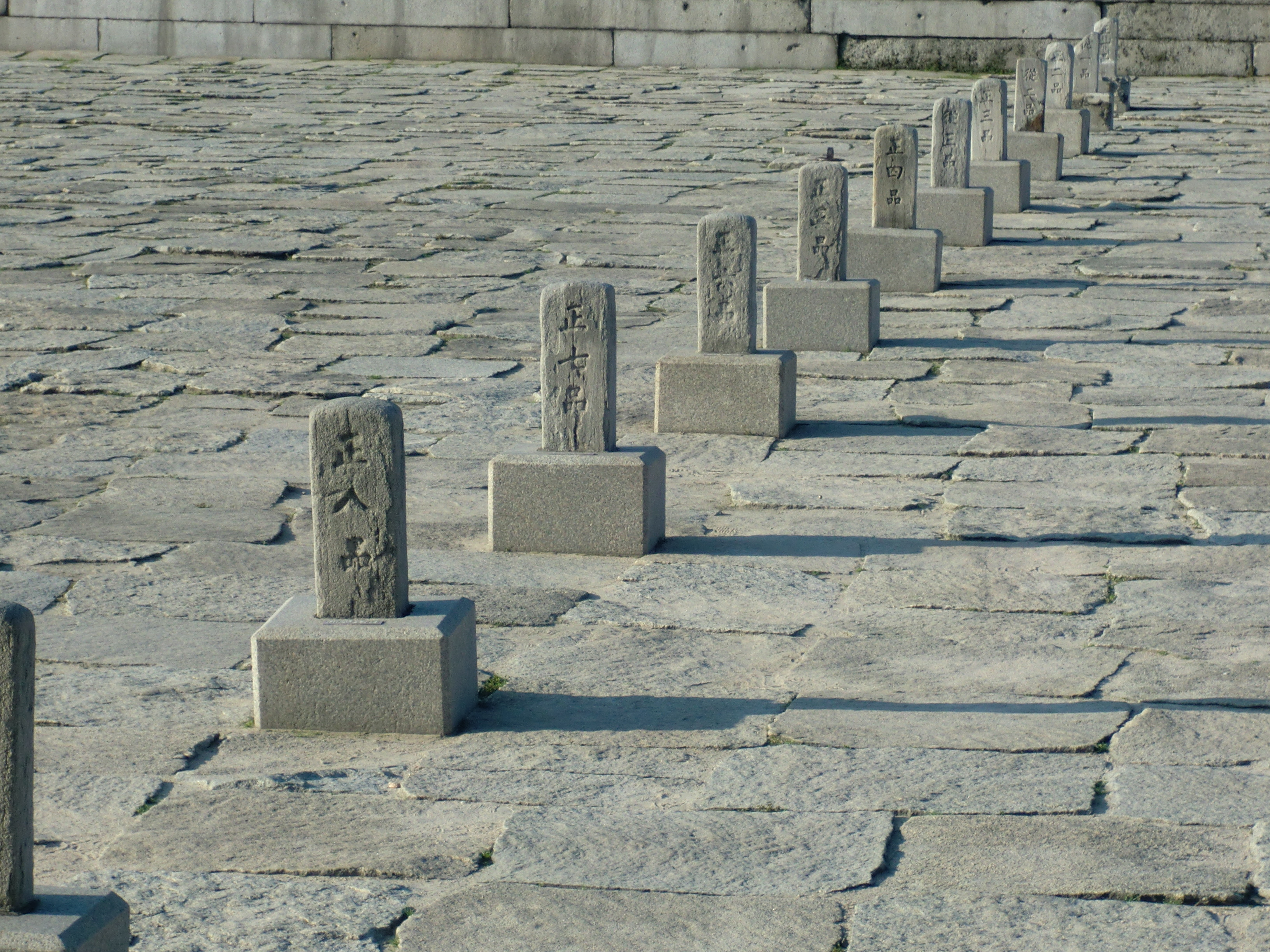
A hivatalnokok helyét jelző rangkövek
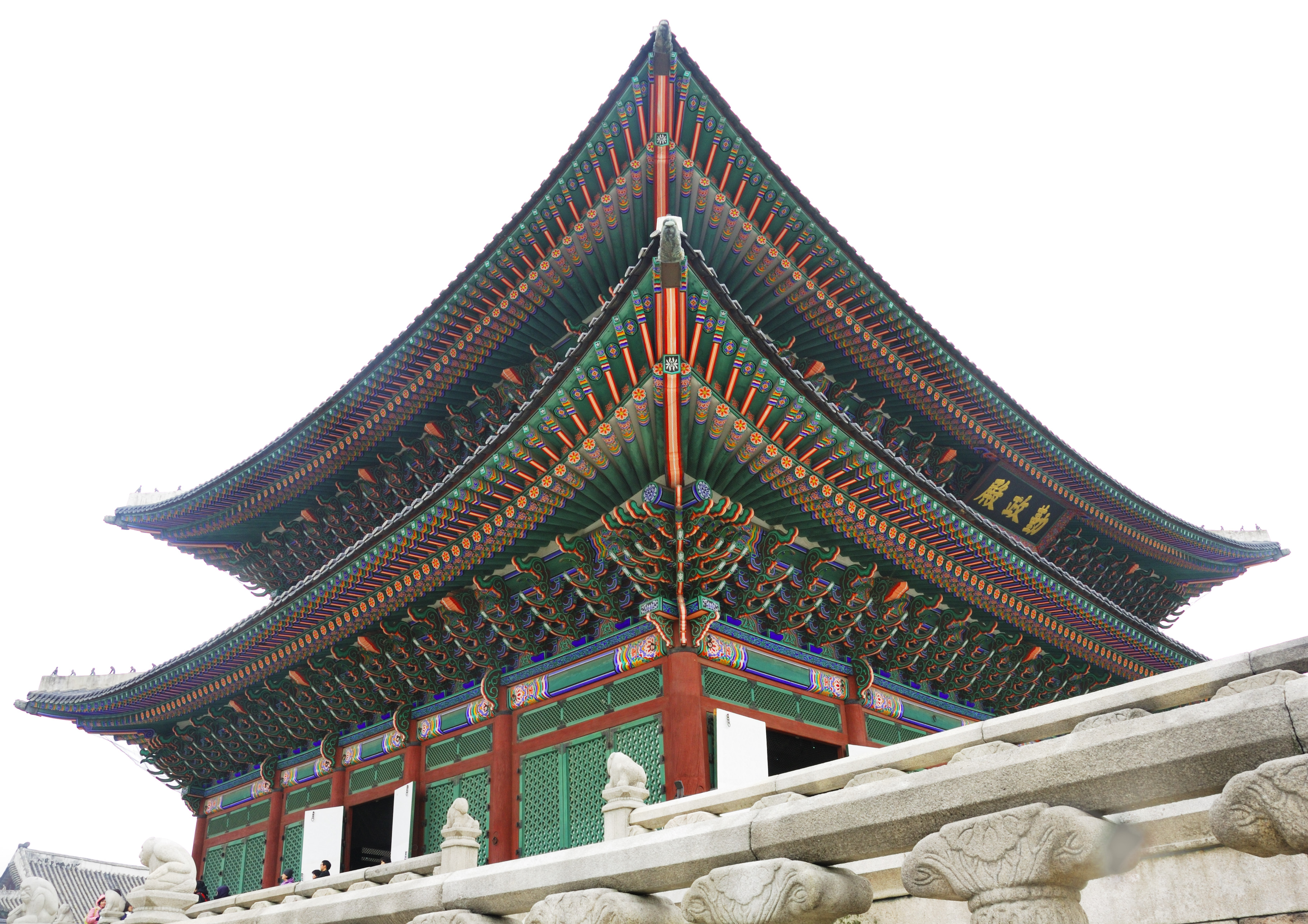
A trónterem kétszintes teteje

#### Kangnjongdzson(Gangnyeongjeon)
A Kangnjongdzson (Gangnyeongjeon) a király lakosztálya volt, de időközönként hivatalos eseményeket és ünnepségeket is tartottak itt. A fűtést ondolrendszer biztosította, mely a padlófűtés koreai változata. A dinasztia történelme során háromszor égett le, a Changdokkung (Changdeokgung)ban kiütött tűz idején, 1918-ban pedig lebontották, hogy átszállítsák a helyreállításokhoz a faanyagot. A jelenleg látható épületet 1995-ben emelték.

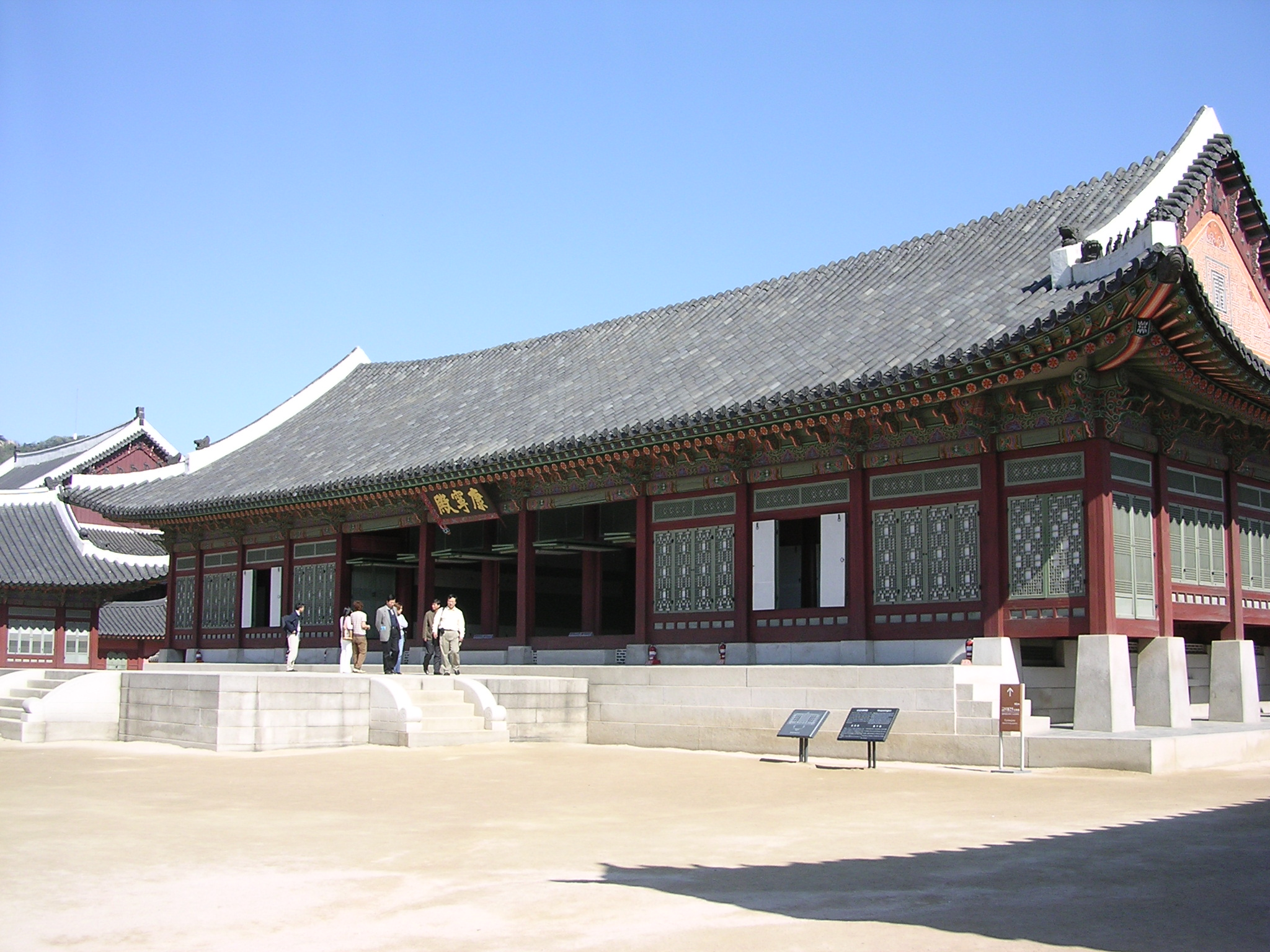
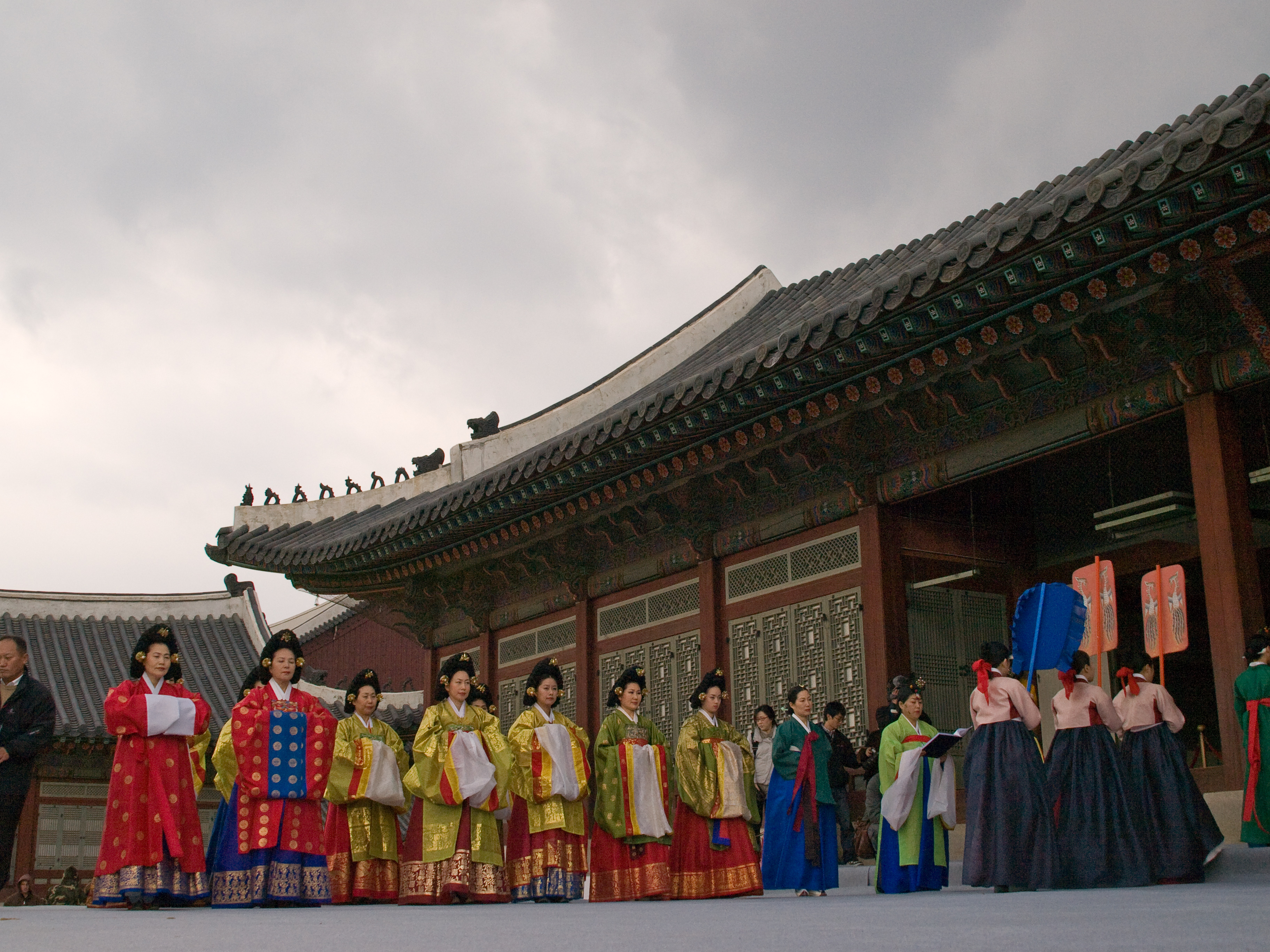
Cshindzsamrje (Chinjamrye)-ceremónia újrajátszása az épület előtt

#### Kjothedzson(Gyotaejeon)

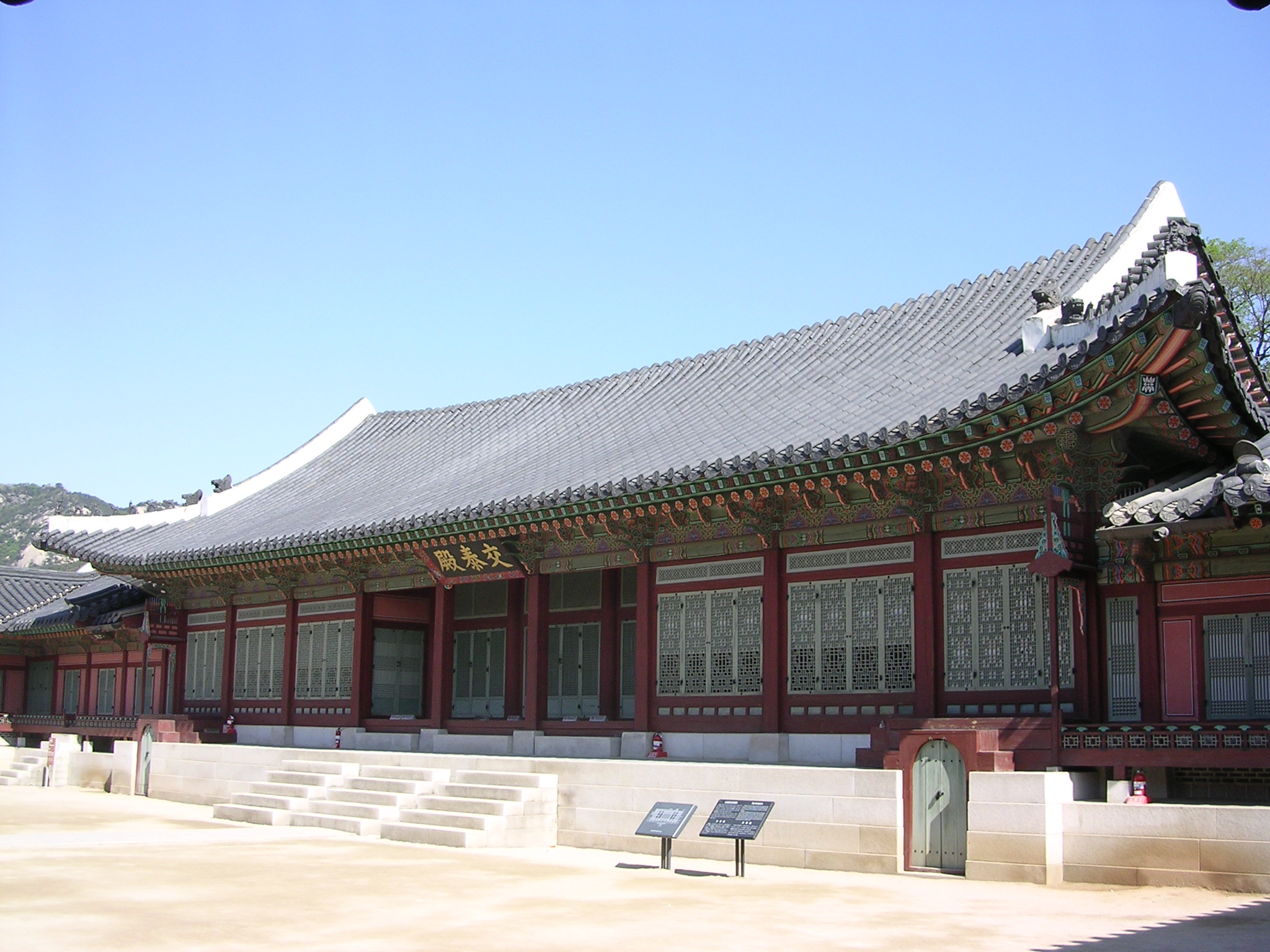

Kjothedzson (Gyotaejeon) a királyné lakosztálya volt, mely a király lakrésze mögött, külön épületben helyezkedett el. A Kangnjongdzson (Gangnyeongjeon)hoz hasonlóan ezt is lebontották 1918-ban a faanyag szükségessége miatt. A lakrész mögött mesterséges domb terül el virágágyásokkal.

#### Csagjongdzson(Jagyeongjeon)
A Csagjongdzson (Jagyeongjeon)t Sindzsong (Sinjeong) királyné (1808–1890), Kodzsong (Gojong) király mostohaanyja számára építették, de nem sokkal később leégett. 1888-ban állították helyre.

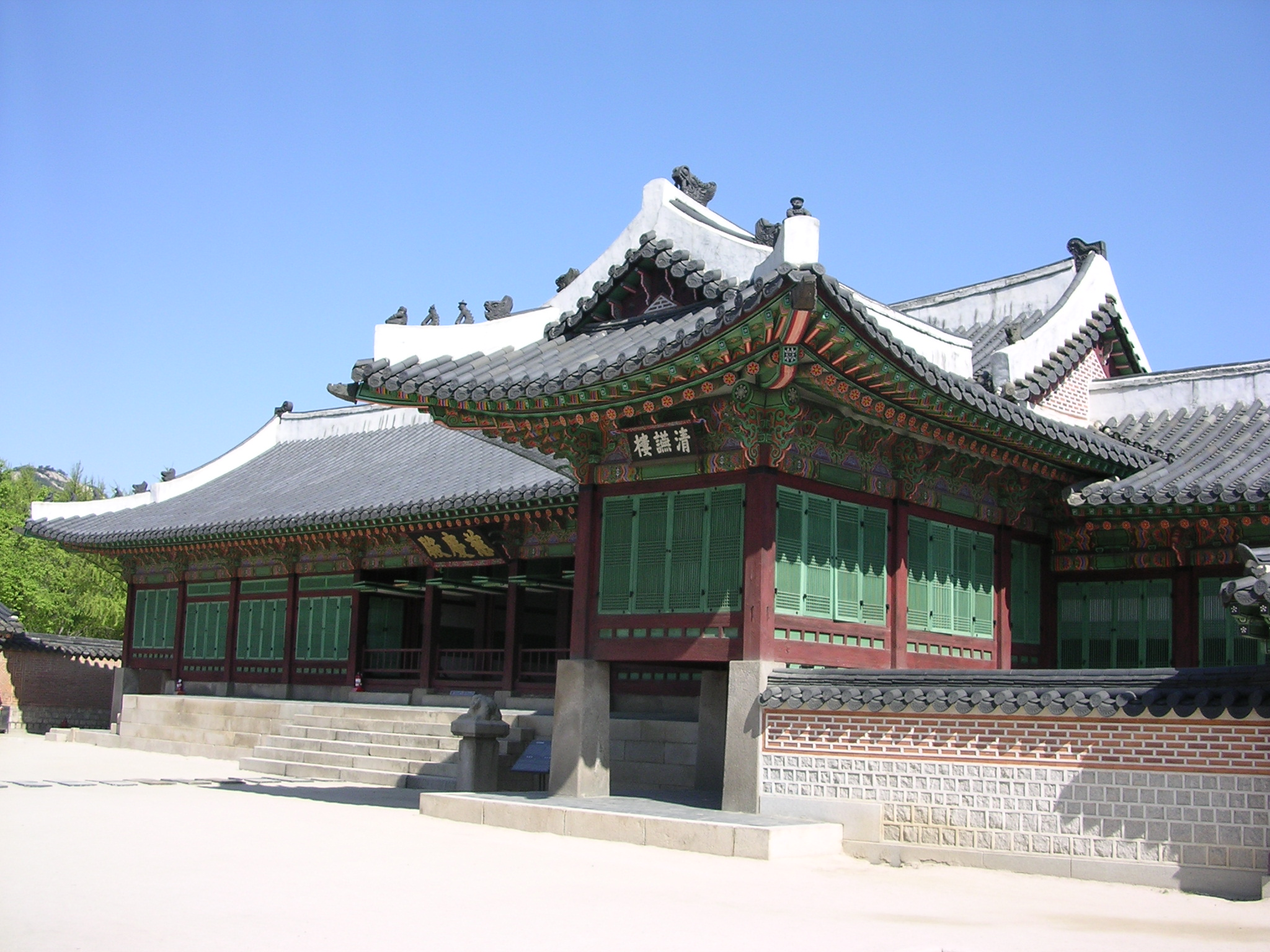

#### Tonggung(Donggung)

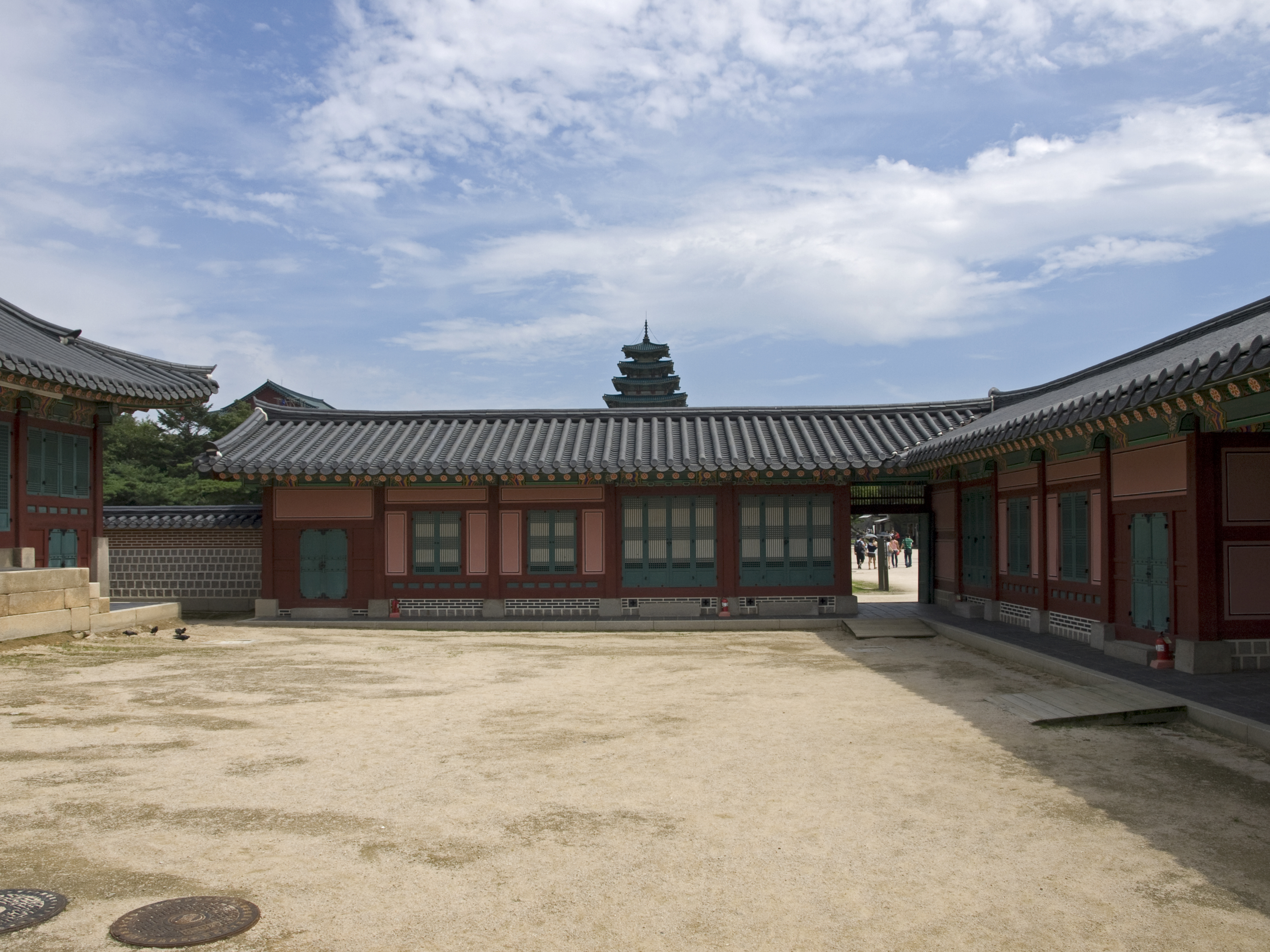
A Tonggung (Donggung)

A Tonggung (Donggung) a koronaherceg lakrésze volt, miután kiválasztották a trónra. Két fő épülete a Csaszongdang (Jaseondang) és a Pihjongak (Bihyeongak) volt, ehhez tartozott még egy előadóterem, ahol a herceg oktatása folyt, valamint az őrök épülete. A Tonggung (Donggung)ot csak 1427-ben építették a palotához. A jelenleg álló épületeket az 1999-es újjáépítéskor emelték, de csak a két főépületet állították helyre. Az épületegyüttestől északra feküdt egykor a királyi konyha. A lakosztály neve után a királyi család tagjai gyakran hívták a trónörököst Tonggung (Donggung) mama néven. A nevének jelentése „keleti palota”, azért itt helyezték el a trónörökös lakosztályát, mert a fengsuj (fengshui) szabályai szerint a keletet a fiatalos energiával azonosították, amire a jövendő királynak szüksége van.

#### Koncshongung(Geoncheonggung)
A Koncshongung (Geoncheonggung) rezidenciát 1873-ban építették a palota legészakibb részén, ez egy elkerített lakótömb a király és a királyné számára, ahová pihenni vonultak el, felépítése a tudós-dzsentrik házait imitálja, csak díszesebb. A kor vége felé a politikai felfordulások miatt a rezidencia nem tudta betölteni eredeti, pihenőhely funkcióját, Kodzsong (Gojong) innen próbálta megoldani az ország problémáit, és itt gyilkolták meg a japánok Min királynét.

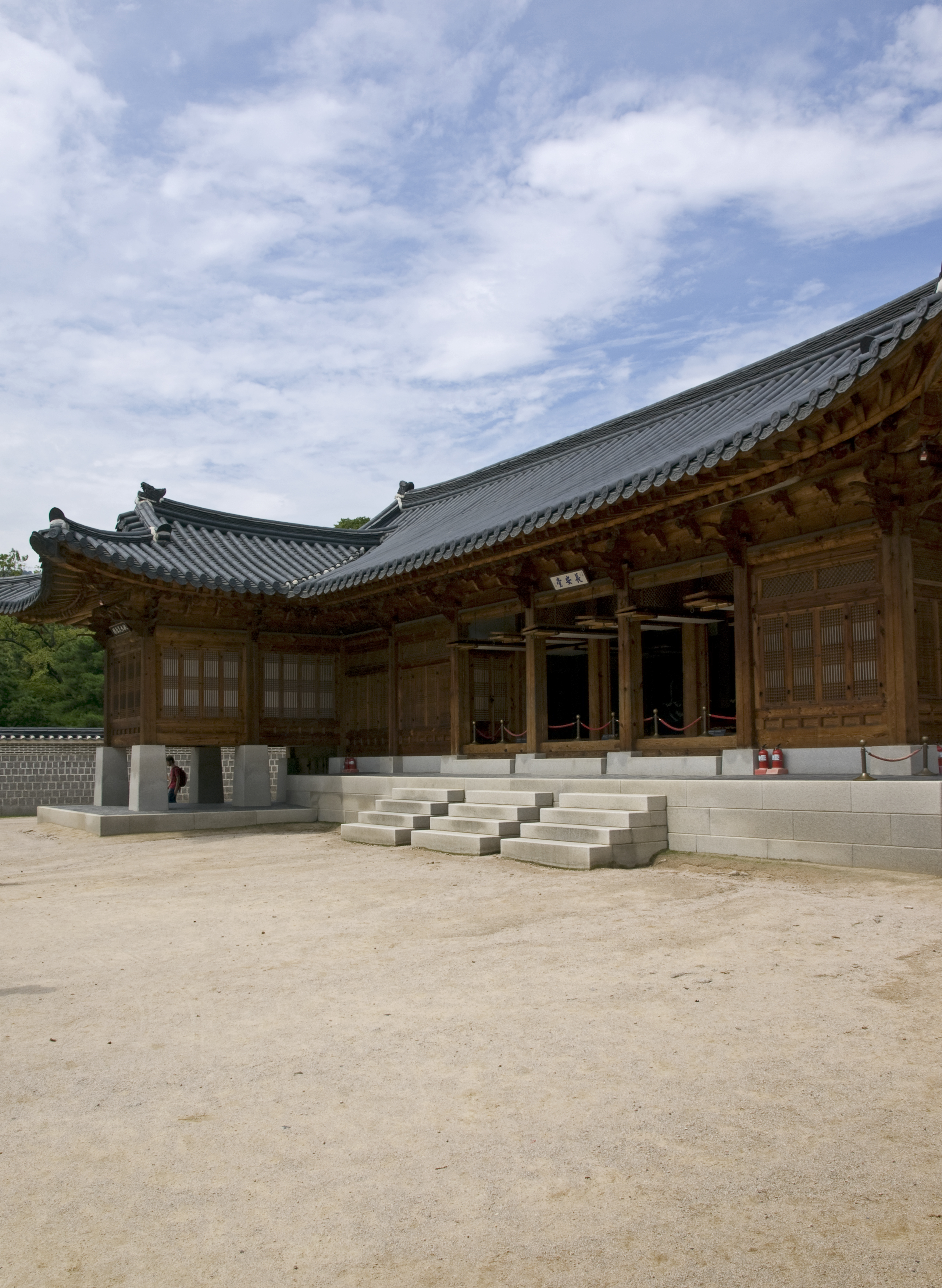
Koncshongung (Geoncheonggung)
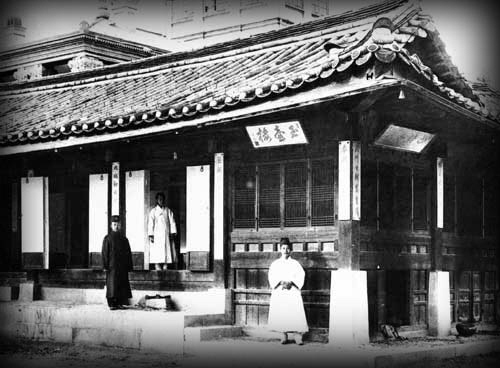
Az Okhoru pavilon, ahol Min királynét meggyilkolták

#### Kjonghöru(Gyeonghoeru)pavilon
A Kangnjongdzson (Gangnyeongjeon)tól nyugatra lévő tó partján épült pavilont a 15. században újratervezték, mert a tó megnagyobbítása miatt megdőlt. A japán invázió alatt porig égett, majd a 19. századi helyreállítások során újjáépítették. A tavat eredetileg fal vette körül, ezt a japánok a 20. század elején lebontották. A pavilon a palota azon kevés épületeinek egyke, melyek túlélték a 20. századi nagy lebontásokat.

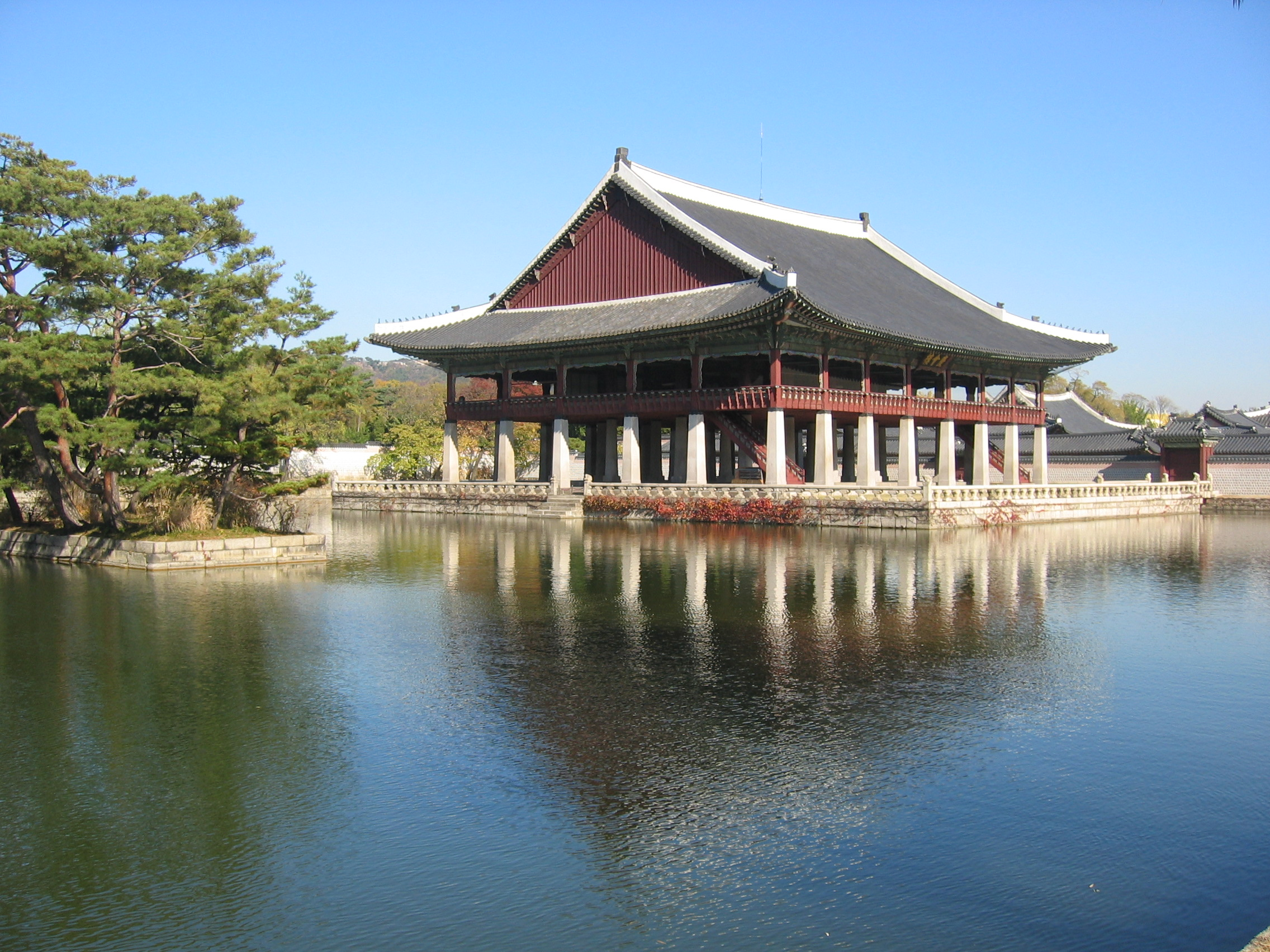